# Simón Andreu
Simón Andreu Trobat (La Puebla, Baleares, 1 de enero de 1941) es un actor español.

## Trayectoria artística
Pasa su infancia y adolescencia en Mallorca, entre La Puebla y El Molinar compartida con su primo-hermano Mateu Soler Alias "Píu" persona muy influyente en su vida y mentor. En 1960 traslada su residencia a Madrid. Se incorpora al mundo cinematográfico de forma casual y con la ayuda del productor y representante artístico Luis Sanz consigue papeles secundarios en las películas Siempre es domingo, dirigida por Fernando Palacios y Cuidado con las personas formales, dirigida por Agustín Navarro. Poco después se incorpora al teatro. Su dominio del inglés y el francés le permitiría desde el principio de su carrera la participación en numerosas coproducciones.
Su filmografía es muy extensa, trabajando en unas 150 películas, varias de ellas de importantes directores españoles y extranjeros; entre los primeros se puede citar a Vicente Aranda, Fernando Fernán Gómez, Pilar Miró y Eloy de la Iglesia. Participó en uno de los primeros éxitos de Paul Verhoeven, Los señores del acero, también en Los fantasmas de Goya, de Miloš Forman, e incluso en películas de tres famosas sagas del cine anglosajón: James Bond, Bridget Jones y Las crónicas de Narnia.

## Filmografía[3][4]
- Siempre es domingo, de Fernando Palacios (1961).
- Cuidado con las personas formales, de Agustín Navarro (1961).
- Rocío de la Mancha, de Luis Lucía (1962).
- Rogelia, de Rafael Gil (1962).
- Historia de una noche, de Luis Saslavsky (1963).
- El buen amor, de Francisco Regueiro (1963).
- Historia de una traición, de José Antonio Nieves Conde (1971).
- Los días de Cabirio, de Fernando Merino (1971).
- Las Ibéricas F.C., de Pedro Masó (1971).
- La novia ensangrentada, de Vicente Aranda (1972).
- La muerte acaricia a medianoche, de Luciano Ercoli (1972).
- La chica de Via Condotti, de Germán Lorente (1974).
- Aborto criminal, de Ignacio Iquino (1973).
- Juego de amor prohibido, de Eloy de la Iglesia (1975).
- La otra alcoba, de Eloy de la iglesia (1976).
- Atraco en la jungla, de Gordon Hessler (1976).
- Es pecado... pero me gusta, de Joan Bosch Palau (1977).
- Las marginadas, de Ignacio Iquino (1977).
- Los placeres ocultos, de Eloy de la Iglesia (1977).
- El sacerdote, de Eloy de la Iglesia (1978).
- Los últimos golpes del Torete, de José Antonio de la Loma (1980).
- Los señores del acero, de Paul Verhoeven (1985).
- Réquiem por un campesino español, de Francesc Betriu (1985)  .
- El viaje a ninguna parte, de Fernando Fernán Gómez (1986).
- Corazón de cristal, de Gil Bettman (1986).
- Desafío final de Ted Kotcheff (1995)
- Adosados, de Mario Camus (1996).
- Cuestión de suerte, de Rafael Moleón (1996).
- Tu nombre envenena mis sueños, de Pilar Miró (1996).
- El color de las nubes, de Mario Camus (1997).
- 99.9, (1997).
- Hasta la victoria siempre de Juan Carlos Desanzo (1997).
- El mar, de Agustí Villaronga (2000).
- Quia, de Silvia Munt (2001).
- Die Another Day, de Lee Tamahori (2002).
- Alas rotas, de Carlos Gil (2002).
- Beyond Re-Animator, de Brian Yuzna (2003).
- Los novios búlgaros, de Eloy de la Iglesia (2003).
- Bridget Jones: Sobreviviré (2004).
- Nerón, de Paul Marcus (TV) (2004)
- Golpe maestro, de Bryan Goeres (2004).
- Agentes secretos, de Frédéric Schoendoerffer (2004).
- Vall Terra (TV) (2005)
- Amar en tiempos revueltos, de Virginia Yaguel (TV) (2006).
- Mar de fons, de Jesús Segura (2006).
- Los fantasmas de Goya, de Miloš Forman (2006).
- Sin tetas no hay paraíso (TV) (2008).
- Little Ashes, de Paul Morrison (2008).
- Las crónicas de Narnia: el príncipe Caspian, de Andrew Adamson (2008).
- El camino, de Emilio Estévez (2010).
- Ben Hur, (miniserie) (2010)
- La fría luz del día, de Mabrouk El Mechri (2012).
- Prim, el asesinato de la calle del Turco, de Miguel Bardem (TV) (2014).
- The Infiltrator, de Brad Furman (2016).
- Las chicas del cable (Netflix) de Ramón Campos (2017)
- Benvinguts a la família (TV3), de Pau Freixas, Ivan Mercadé (2018).

## Teatro
- Un hombre para la eternidad, de Robert Bold (1969).
- Retorno al hogar (1970), de Harold Pinter.
- Cena para dos, de la compañía teatral de Xesc Forteza (1979), actuaba con Margaluz.
- La tragicomedia del príncipe Carlos (1980)
- Faust, de Llorenç Villalonga (1997)